# Cedar Pass Lodge
Le Cedar Pass Lodge est un hôtel américain dans le comté de Jackson, au Dakota du Sud. Ce lodge est le seul établissement hôtelier situé au sein du parc national des Badlands. Acheté par le National Park Service en 1964, il est géré par Forever Resorts le long de la South Dakota Highway 240 à peu de distance du col Cedar, auquel il doit son nom.